# Cosberella acuminata
Cosberella acuminata är en urinsektsart som först beskrevs av Cassagnau 1952.  Cosberella acuminata ingår i släktet Cosberella och familjen Hypogastruridae. Inga underarter finns listade i Catalogue of Life.